# 埃米莉·巴蒂
埃米莉·巴蒂（英語：Emily Batty，1988年6月16日—），加拿大女子自行车运动员。她曾代表加拿大参加2015年泛美运动会自行车比赛，获得一枚金牌。她也曾参加2012年和2016年夏季奥运会。